# Lac Polette
Lac Polette är en sjö i Kanada.   Den ligger i regionen Mauricie och provinsen Québec, i den sydöstra delen av landet, 280 km nordost om huvudstaden Ottawa. Lac Polette ligger 301 meter över havet. Arean är 2,5 kvadratkilometer. Den sträcker sig 2,8 kilometer i nord-sydlig riktning, och 1,9 kilometer i öst-västlig riktning.
I omgivningarna runt Lac Polette växer i huvudsak blandskog. Trakten runt Lac Polette är nära nog obefolkad, med mindre än två invånare per kvadratkilometer.